# Феклісова Наталія Євгенівна
Ната́лія Євге́нівна Феклі́сова (* 1974) — українська веслувальниця-байдарочниця, срібна призерка чемпіонату світу, учасниця літніх Олімпійських ігор в Сіднеї. Майстер спорту України міжнародного класу.

## Життєпис
Народилась 1974 року в місті Чорноморськ. Гребним спортом активно почала займатися з малих років, підготовку проходила в одеському спортивному товаристві «Україна».
Завдяки низці вдалих виступів виборола право захищати честь країни на літніх Олімпійських іграх-1996. У програмі четвірок на 500 метрів дішла до півфіналів, де фінішуровала четвертою.
2000 року пройшла кваліфікацію на Олімпійські ігри в Сіднеї. У двійках на 500 метрів з напарницею Ганною Балабановою зупинилась в півфіналі. Стартувала в четвірках на дистанції 500 метрів разом з Ганною Балабановою, Марією Ралчевою й Інною Осипенко. Зуміла дійти до фінальної стадії турніру, однак в вирішальному заїзді фінішувала п'ятою.
2001 року потрапила в головний склад української національної зборної. Брала участь у змаганнях чемпіонату Європи у Мілані, здобула золоту нагороду — виграла в заліку чотиримісних байдарок на дистанції 1000 метрів. Згодом виступила на чемпіонаті світу в Познані — у тій же дисципліні стала бронзовою призеркою. Незабаром по закінченні цих змагань вирішила завершити професійну спортивну кар'єру.